# (3642) Frieden
(3642) Frieden est un astéroïde de la ceinture principale.

## Description
(3642) Frieden est un astéroïde de la ceinture principale. Il fut découvert le 4 décembre 1953 à Sonneberg par Herta Gessner. Il présente une orbite caractérisée par un demi-grand axe de 2,79 UA, une excentricité de 0,08 et une inclinaison de 13,5° par rapport à l'écliptique.

## Compléments